# Лаутербах (Форарлберг)
Лаутербах град је у Аустрији у покрајини Форарлберг.

## Становништво
| 1981. | 1991. | 2001. | 2011. |
| ----- | ----- | ----- | ----- |
| 6.440 | 7.555 | 8.678 | 9.457 |

По процени из 2016. у граду је живело 10226 становника.